# Volkswagen Tipo 3
El Volkswagen Tipo 3, generalmente conocido como el Volkswagen "1500" y posteriormente como el Volkswagen "1600", fue una gama de autos perteneciente al Segmento D desarrollada por el fabricante de automóviles alemán Volkswagen producidos en el periodo comprendido entre 1961 y 1973. De esta gama son conocidas sus carrocerías Sedán 2 puertas, Fastback 2 puertas, y familiar 3 puertas, denominada por el fabricante como Variant. Este automóvil es conocido bajo el nombre de Tipo 3, debido a que el Volkswagen Sedán original se conoce también como Tipo 1, el Kombi/Transporter es conocido como Tipo 2, y el último modelo de la firma en llevar un motor tipo Bóxer enfriado por aire en la parte trasera fue el Volkswagen 411, y a partir de 1973, el Volkswagen 412, originalmente llamado Tipo 4.
La presentación de este modelo se llevó a cabo dentro del marco del Salón del Automóvil de Frankfurt en 1961, inicialmente en dos variantes: Sedán 2 puertas y coupé, llamado Karmann Ghia 1600, cuya nomenclatura interna es la de tipo 34. La carrocería Variant (conocida en los países angloparlantes como Squareback) fue presentada en 1962 (Volkswagen continúa a la fecha denominando mayoritariamente a las variantes familiares de sus modelos como Variant). En agosto de 1965 se presenta la variante Fastback.
Su base mecánica (chasís, distancia entre ejes, motor, transmisión) es compartida con el Volkswagen Sedán, de cuya base se partió para hacer un diseño claramente más moderno y con un interior más espacioso de lo que el Volkswagen Sedán podía ofrecer, de tal manera, que con un presupuesto relativamente pequeño para su desarrollo, le permitieran a la compañía diversificar su gama de vehículos. Aunque esta gama estuvo disponible de inicio en muchos países del mundo, no fue sino hasta 1966 en que comienza su comercialización en los Estados Unidos, en las variantes fastback y Variant.

## Motor y transmisión

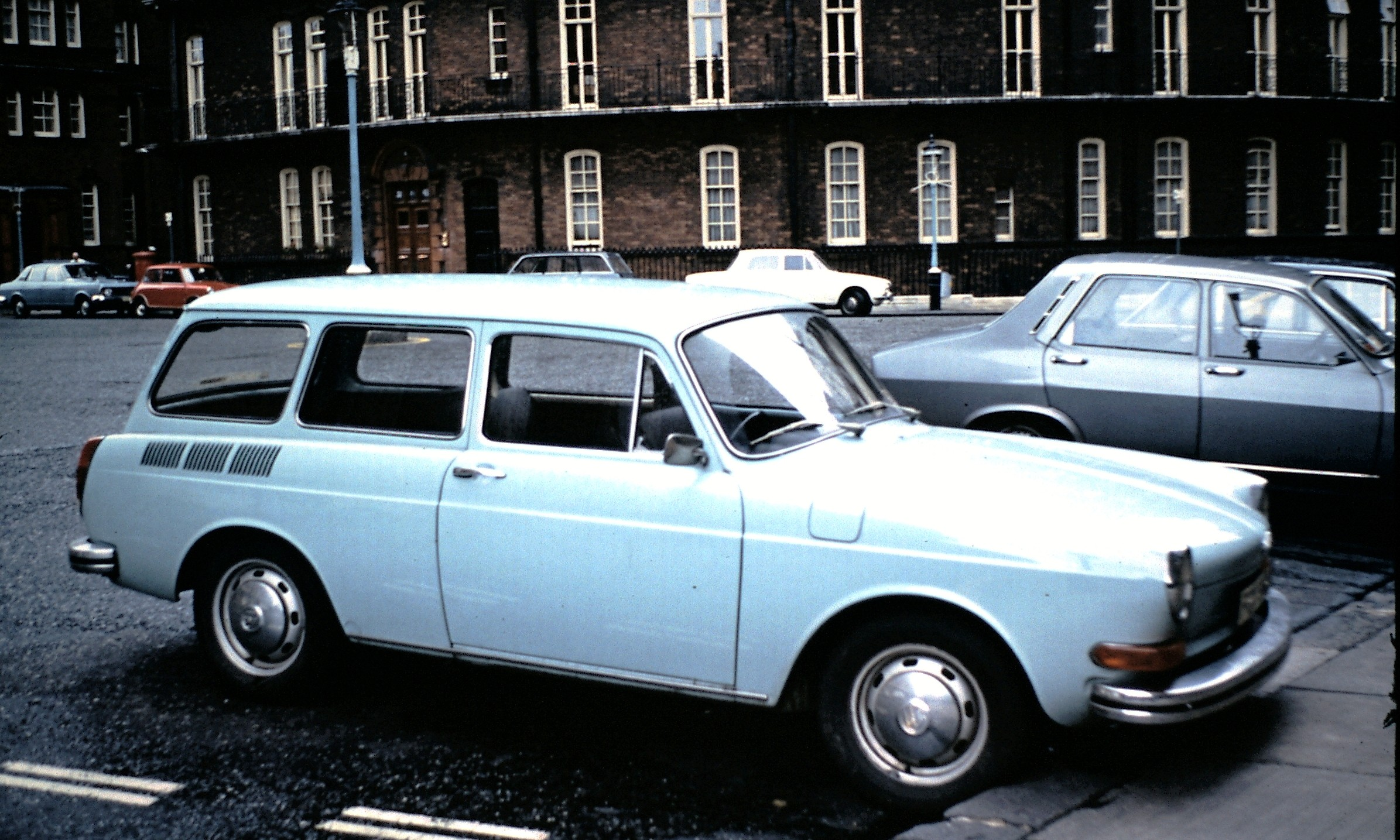
Volkswagen 1500 Variant. Aquí se muestra el rediseño de 1969.

El Tipo 3 venía inicialmente equipado con un motor 1.5 L (1.493 cc) basado en el motor de cilindros opuestos enfriado por aire encontrado en el tipo 1, las entradas de aire del motor cambiaron drásticamente en aras de permitirle al motor tener un diseño más plano. Esto ocasionó que el área de equipaje se incrementara debido a este diseño (conocido como de portafolio). El desplazamiento del motor se incrementaría posteriormente hasta alcanzar los 1.6 L (1,584 cc).
Su sistema de alimentación estaba compuesto originalmente por un carburador simple o doble carburador para abastecer de combustible al motor 1.5 L (1500, 45 CV o el 1500 S, 54 CV). El desplazamiento fue incrementado para 1966 a (1.6 L 1584 cc) y se modificó para 1968 con el fin de incluir un sistema de Inyección electrónica (Bosch D-Jetronic) como opción a costo extra en el Volkswagen 1600 E (la letra E es por la palabra alemana Einspritzung, que significa Inyección), siendo este el primer automóvil alemán de producción masiva en incorporar un sistema de este tipo. Igualmente para 1968 se introdujo en este auto una transmisión completamente automática.
Otro avance notable del Tipo 3 respecto al Tipo 1 fue la suspensión delantera, aunque continuaba siendo similar, éste fue el primer Volkswagen en incorporar barras de torsión transversales, en comparación con las barras longitudinales del Volkswagen Sedán. Estas barras de torsión del Tipo 3 estaban montadas de forma cruzada, de manera que cada barra de torsión conectaba a ambas ruedas del eje delantero, de una forma similar a las del Dodge Aspen/Valiant Volare de entre 1977 y 1982. Para la gran mayoría de la gente la mecánica se encontraba localizada de forma muy inaccesible, debido a que el motor estaba montado muy profundamente por debajo de la cajuela trasera en cualquiera de las versiones.
El Tipo 3 igualmente tenía disponible un sistema de aire acondicionado, alfombrado completo en el habitáculo, amplias áreas de almacenamiento (delantera y trasera - su motor estaba situado debajo de un panel en la parte trasera, permitiendo así tener una mayor área de equipaje comparada con la del Volkswagen Sedán).

## Historia y Cronología del Tipo 3

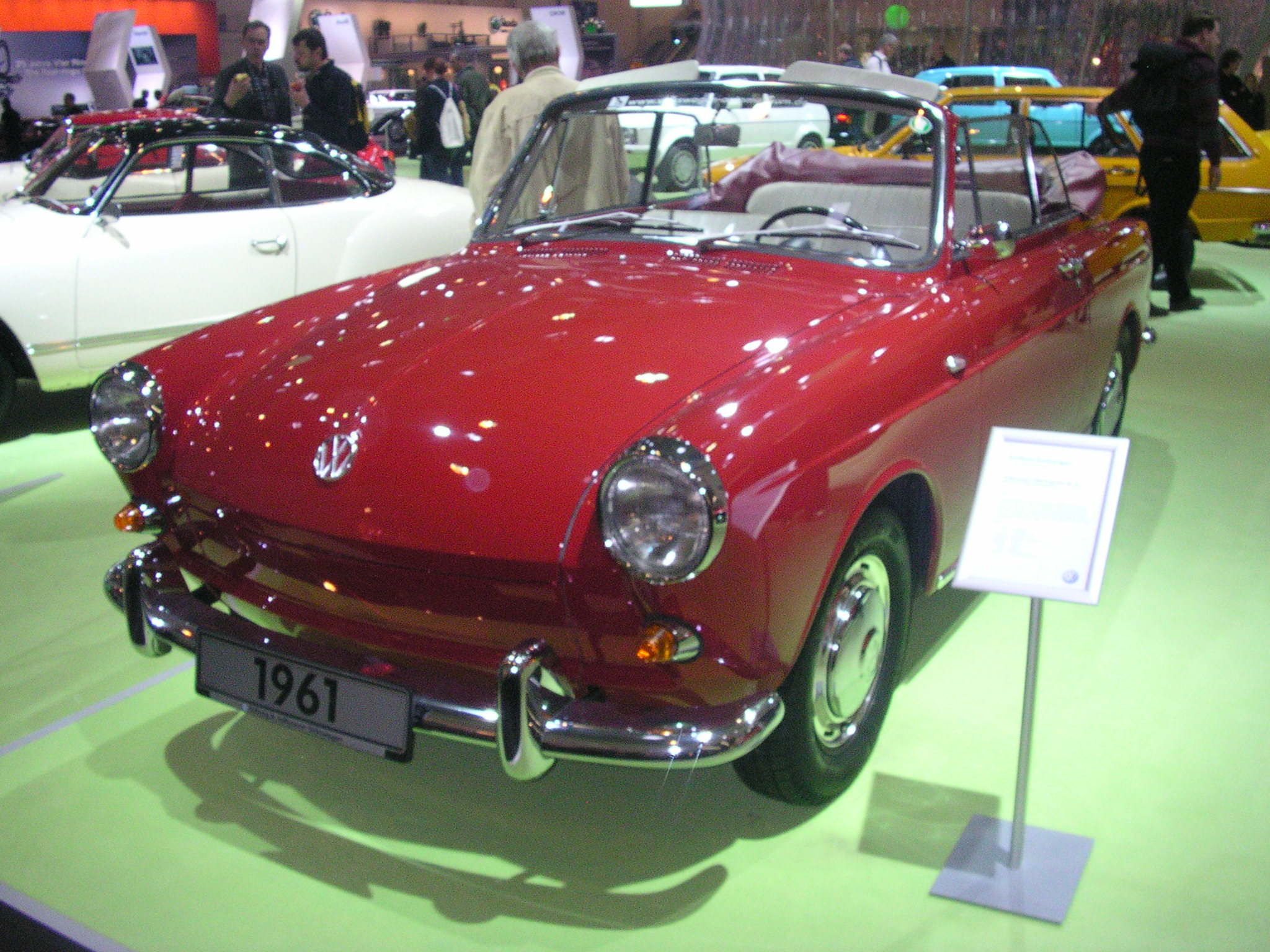
Prototipo del Volkswagen 1500 convertible (Tipo 3), en el Museo de Volkswagen.

- 1961 Se presenta el Volkswagen 1500 en versiones Sedán y Variant, así como el Karmann Ghia Tipo 34 en el marco del Salón del Automóvil de Fráncfort.
- 1963 Aparece el Volkswagen 1500 S con un motor provisto de dos carburadores y potencia de 54 CV, cambios en direccionales dalenteras y luces traseras. el 1500 se renombra como Volkswagen 1500 N perdiendo algunas molduras cromadas y con un equipo más austero que el S.
- 1965 Se introduce el Volkswagen 1600 TL (por Touren-Limousine, que quiere decir sedán de turismo). Esta nueva versión presenta una carrocería fastback y un motor más grande, (1.6 L) aún con 54 CV, el 1500 N es a partir de ahora el Volkswagen 1500 A, con flat electricity Einvergaser y 45 hp, la variante sedán a partir de ahora solamente está disponible en esta versión.
- 1966 El sedán a partir de ahora y con un mayor nivel de equipamiento también está disponible como el Volkswagen 1600 L.
- 1967 Se introduce la transmisión automática junto con mejoras en el eje trasero. Al motor de 54 CV se le dota de una alimentación por inyección electrónica de combustible de tipo Bosch D-Jetronic: El primer auto alemán en montar un sistema de inyección electrónica como equipo de fábrica.
- 1968 A partir de este modelo cambia el tubo de suministro de combustible hacia afuera del vehículo, ya no se sitúa adentro del portaequipaje delantero, cambio que igualmente tendría el Volkswagen Sedán.
- 1969 Hay nuevos cambios estéticos, entre los que están un nuevo diseño de luces, que al igual que las defensas incrementan su tamaño.
- 1973 Durante el mes de julio se descontinúa la producción del Tipo 3.

Durante su fase de desarrollo existieron prototipos de variantes convertible y sedán de 4 puertas, éstos nunca llegaron a ser versiones de producción, prototipos de ambos pueden ser visitado en el Museo de Volkswagen ubicado en el Autostadt, en Wolfsburg.

### Karmann Ghia Tipo 34

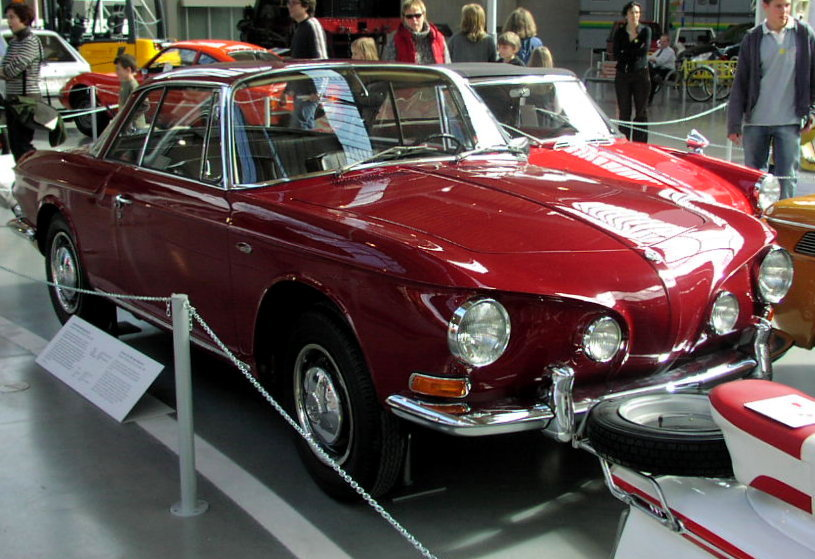
Volkswagen Karmann Ghia 1600 (Tipo 34).

Véase también: Karmann Ghia Tipo 34
Este automóvil, también fue conocido como el Große Ghia ( Groß significa "grande" en alemán), el Karmann Ghia Tipo 34 fue una automóvil más grande, con un diseño más angular que el Karmann Ghia original. El Tipo 34 estaba basado en la plataforma del Tipo 3.

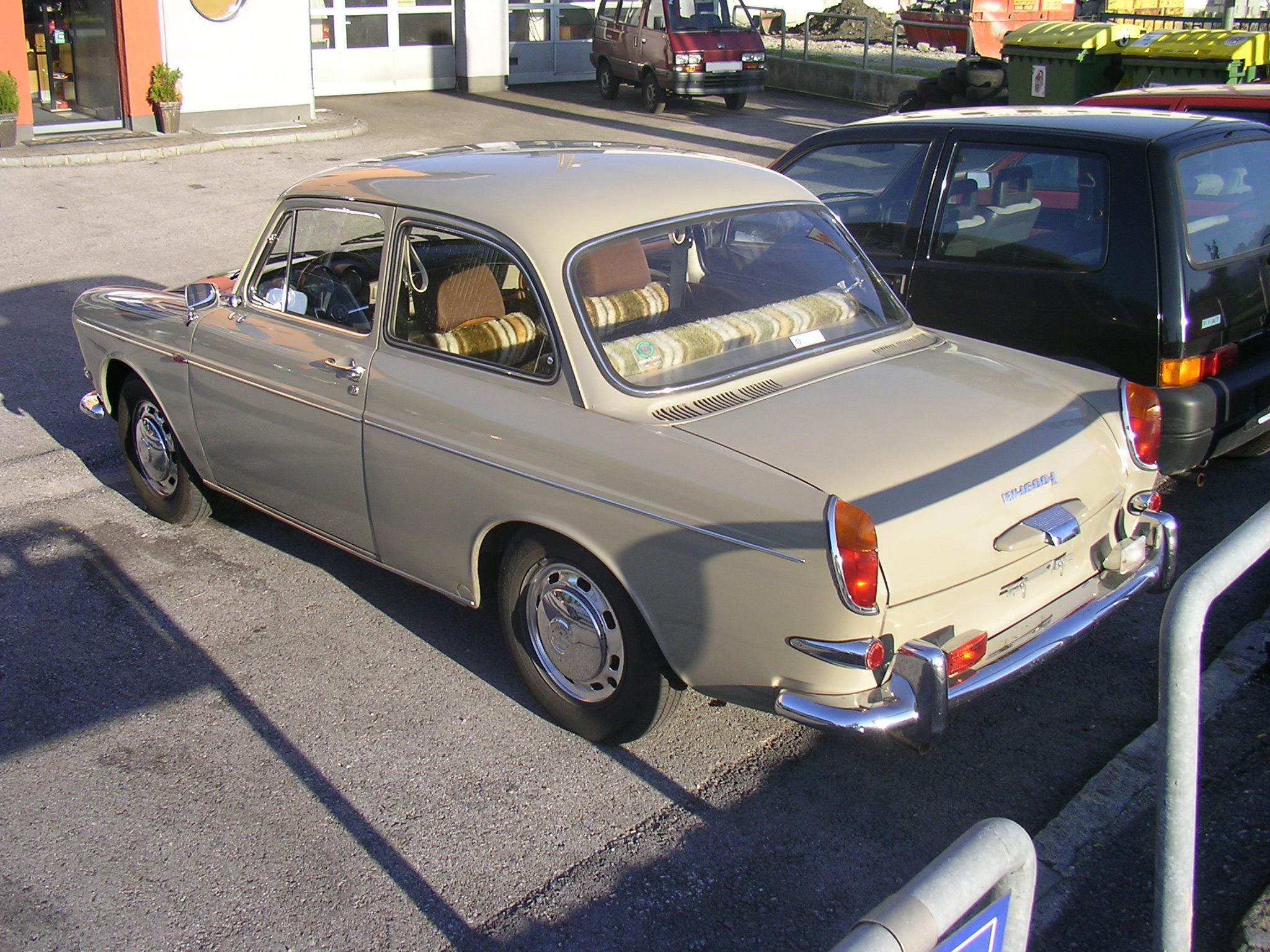
Volkswagen 1600 L Sedán. Vista posterior.
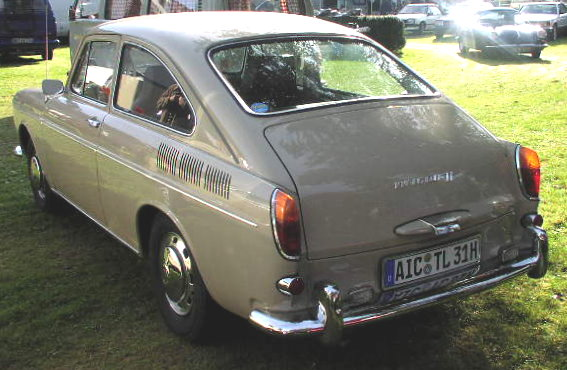
Volkswagen 1600 TL Fastback. Vista posterior.
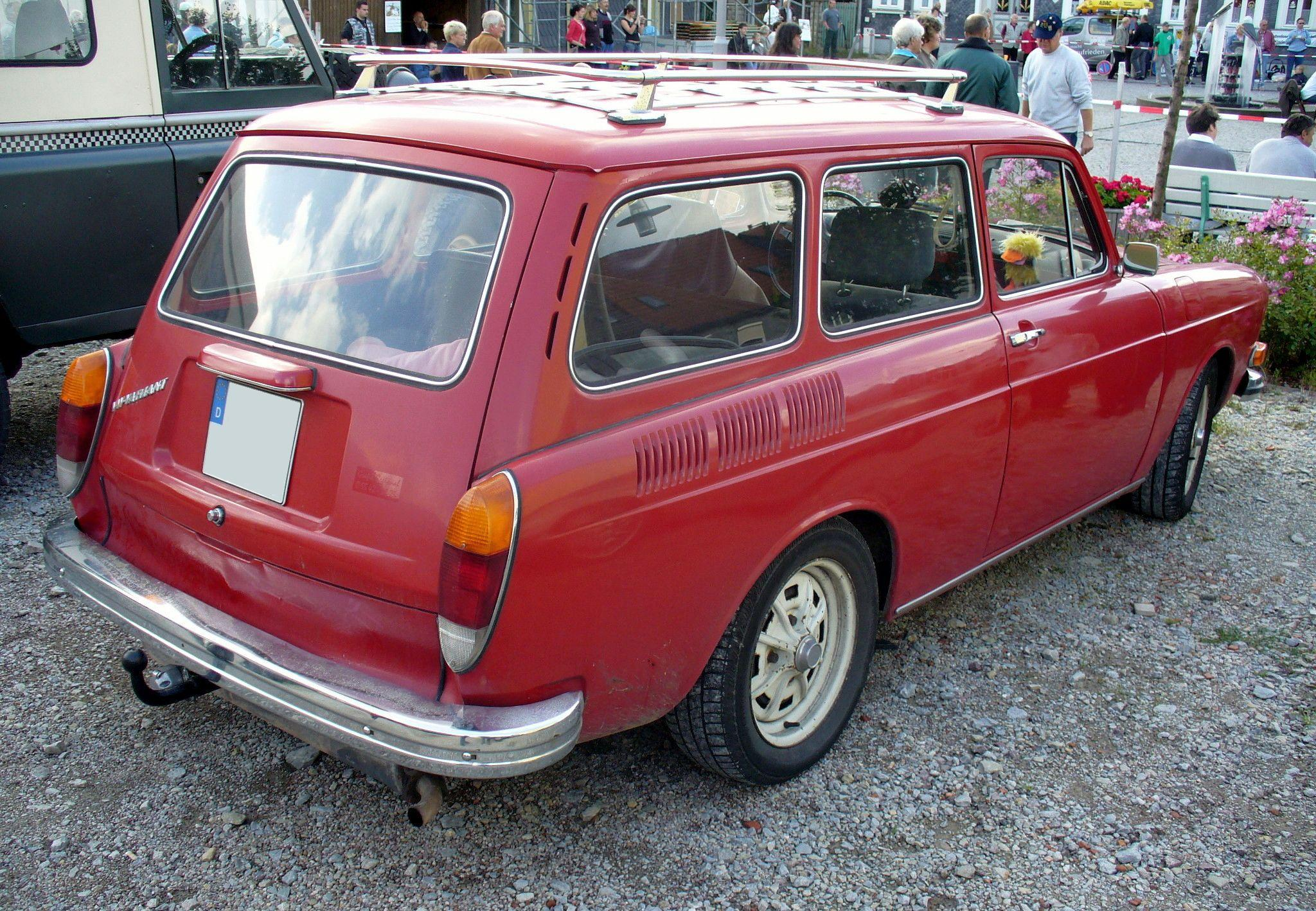
Volkswagen 1600 Variant 1970. Vista posterior.
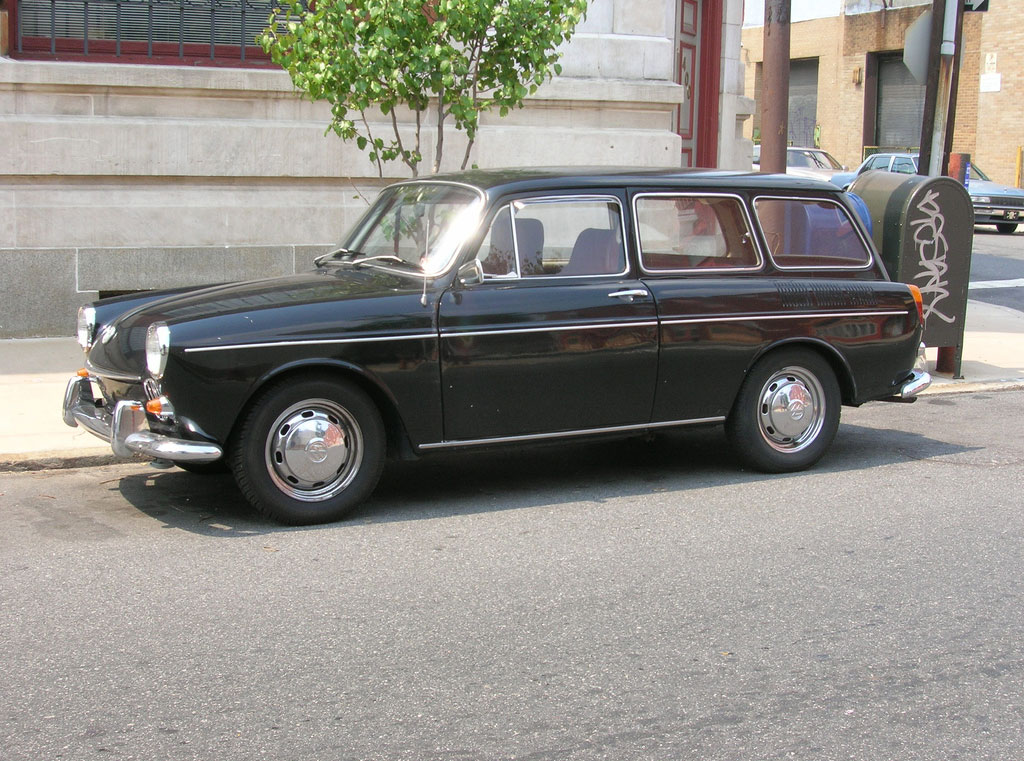
Volkswagen 1600 Variant 1966.

## Cifras de producción
Producción en Alemania:
- Tipo 31, VW 1500/VW 1600 Sedán/Fastback: 1,339,124
- Tipo 31, VW 1500/VW 1600 Variant: 1,202,935
- Tipo 351 1500/1600 Convertible (prototipos): 12
- 1500/1600 trabajos, adaptaciones y prototipos varios: 311

Producción en Brasil:
- Sedán: 24,475
- Fastback: 109,515
- Variant: 256,760
- Variant II: 41,002

## El Volkswagen 1600 en Brasil
En Brasil se fabricó el Volkswagen 1600 en el periodo comprendido entre 1968 y 1980. Si bien la base técnica (chasis, suspensiones, motores, transmisión) eran similares al resto de la gama, aunque no compartían con el Tipo 3 alemán, el diseño "tipo portafolio" del motor, conservando la voluminosa turbina característica del Volkswagen Sedán, en cambio, la carrocería presentaba diferencias muy marcadas en las que por ejemplo, destacan las variantes Sedán de 4 puertas y fastback 5 puertas.
El origen del Volkswagen 1600 brasileño se remonta a 1957 con la creación del prototipo Volkswagen EA-97, un sedán dos puertas tricuerpo que sería presentado en 1960, meses antes del lanzamiento internacional del tipo 3. Su intención era la de reemplazar al Volkswagen Sedán, sin embargo, al intentar posicionarlo en su planeación mercadológica, encontraron que su precio estaría demasiado cerca del tipo 3, por lo que este proyecto fue cancelado.
Años después, al plantearse en Volkswagen do Brasil la necesidad de ampliar su gama, encontraron en el EA-97 una manera accesible de ofrecer un nuevo modelo sin tener qué hacer una gran inversión, creando toda una nueva familia de modelos usando su base.

### Historia y Cronología del Tipo 3 en Brasil

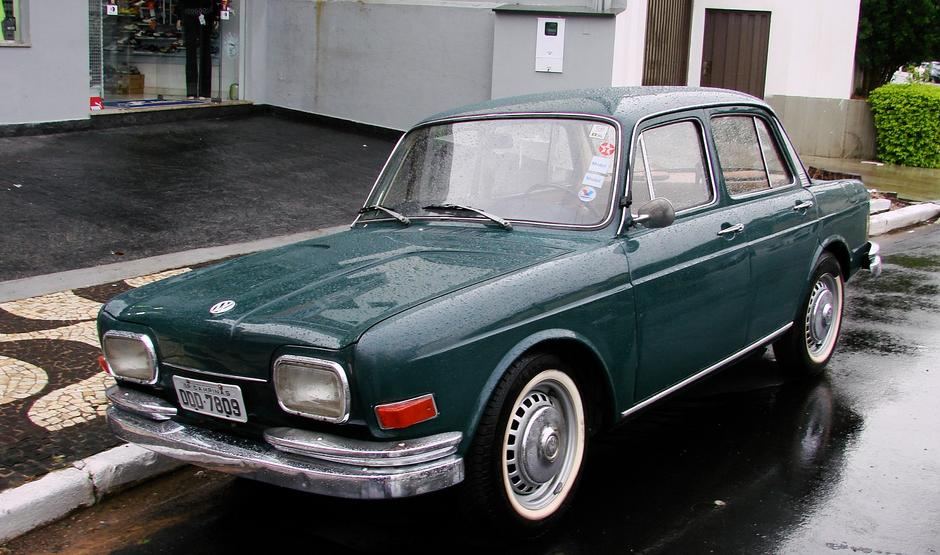
Volkswagen 1600 4 puertas. También conocido popularmente como "Zé do Caixão". Basado en uno de los prototipos del Volkswagen tipo 3.

- 1968 Siguiendo el ejemplo de la casa matriz en Alemania, Volkswagen do Brasil lanza en este año el Volkswagen 1600 4 puertas conocido como Zé do Caixão (en honor a un popular personaje de cine) en el marco del Salón del Automóvil de Sao Paulo. Destacaba por su estabilidad en las curvas y su velocidad tope era de 135 km/h.
- 1969 En este año es lanzado al mercado el Volkswagen 1600 Variant.
- 1970 En este año, cuatro faros redondos al frente sustituyen a los cuadrados de los años anteriores. Igualmente se lanza al mercado el Volkswagen 1600 TL (Fastback).
- 1971 Se descontinúa el Volkswagen 1600 4 puertas (Zé do Caixão). Su producción total fue de 24,475 unidades.
- 1972 El Volkswagen 1600 TL y 1600 Variant reciben un nuevo diseño frontal inspirado en el Volkswagen 412. Este fue conocido como cabeça de bagre por su similitud con dicho pez. Se lanza la versión 5 puertas del 1600 TL.
- 1973 Se introduce al mercado el Volkswagen Brasilia. Que sorprende por su línea moderna y angulosa y por su amplias ventanas. Se convierte en un éxito debido a su amplitud y por mantener la robustez ya conocida de Volkswagen.
- 1976 En este año se descontinúa de la línea el Volkswagen 1600 TL, con un total de 109,285 unidades producidas, debido a que el Volkswagen Passat (que había sido lanzado en Brasil en 1974) comenzó a canibalizar sus ventas.

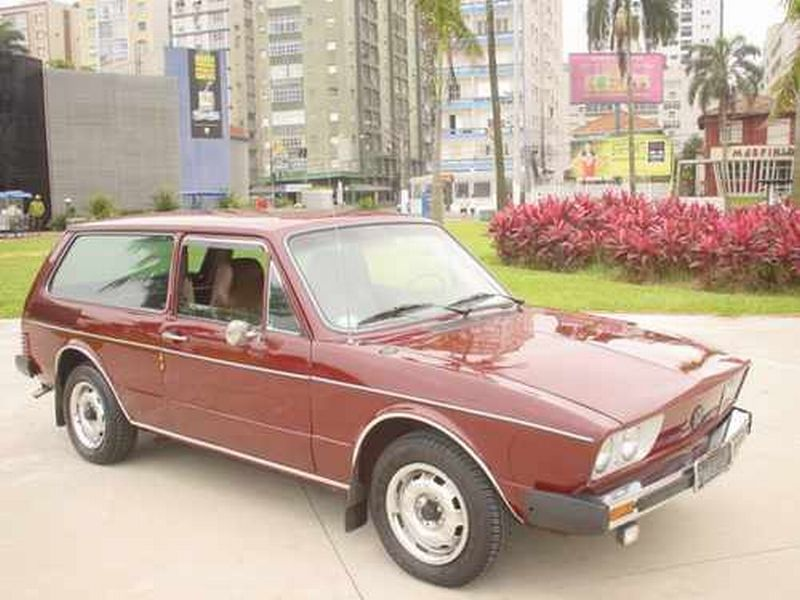
Volkswagen Variant II. Uno de los modelos exclusivos de Volkswagen do Brasil.

- 1977 En este año se descontinúa de la línea el Volkswagen 1600 Variant con un total de 250,000 unidades producidas. Se reemplaza por el Volkswagen Variant II que presenta mejoras mecánicas como la incorporación de una suspensión delantera tipo McPherson, motor 1.6 L alimentado por dos carburadores. Su estética lo hace parecer un Brasilia más grande de lo normal. Su longitud aumentó 20 cm respecto al 1600 Variant. A pesar de estos avances, su mayor problema era referente a la alineación de la dirección. Otras novedades del Variant II fueron el incorporar los asientos con respaldo alto provenientes del Volkswagen Passat, y el limpiador de cristal trasero. Su motor aumentó la potencia hasta alcanzar los 57 CV.
- 1980 Se discontinúa el Variant II después de no tener cifras de venta destacadas, y en virtud de tener el marcha el proyecto del Volkswagen Parati.
- 1982 Se descontinúa el Brasilia al ser sustituido por los Volkswagen Gol y Volkswagen Voyage.

## Datos Técnicos del Volkswagen tipo 3
- Datos: Q1500251
- Multimedia: Volkswagen Type 3 / Q1500251